# Al-Muqtafi II
Al-Muqtafi II (1096-12 de marzo de 1160) (en árabe: المقتفي لأمر الله) fue el califa abasí en Bagdad desde 1136 a 1160. La desunión y continuas contiendas entre los turcos selyúcidas proporcionaron oportunidad a Al-Muqtafi de no sólo mantener su autoridad en Bagdad, sino que también se extendiera a lo largo de Irak.
Al-Muqtafi fue capaz de defender la capital de varios ataques. Pero fue mal aconsejado a la hora de apoyar la rebelión de un hijo del sultán selyúcida de Hamadan, quien en respuesta marchó contra Bagdad y obligó al califa a refugiarse en el barrio oriental, iniciando el asedio selyúcida de Bagdad de 1157. Más tarde el califa fue llamado por el sultán que lo necesitaba para sofocar un levantamiento más grave en el Este, cuando Malik Shah tomó Hamadan. Al-Muqtafi volvió a recibir el favor del selyúcida, quien se comprometió con una de sus hijas.
Durante este califato, la Cruzada crecía con furia, y Zengi, gobernador de Mosul y fundador de la dinastía Zéngida, obtuvo alta distinción como un guerrero valiente y generoso. Hubo un tiempo que, estando en apuros y presionado, Zengi hizo un llamamiento urgente de ayuda a Bagdad. El sultán y el califa enviaron 20 000 hombres en respuesta. Pero en realidad ni los selyúcidas, ni el califa, ni su emires, tenían ningún entusiasmo en la guerra contra los cruzados.
Al-Muqtafi es alabado por los historiadores musulmanes tempranos como virtuoso, capaz y valiente. Durante su califato de veinticinco años, se llevó a cabo numerosas expediciones menores contra los enemigos en la zona.
Tras la muerte de Mas`ûd (1152), se suceden dos aspirantes al título de Sultán de Irak:
Una carta de protección otorgada por Al-Muqtafi en 1139 al patriarca nestoriano Abdisho III fue publicada en 1926 por el erudito asirio Alphonse Mingana.